# Сальское сельское поселение
Сальское се́льское поселе́ние — сельское поселение в Дальнереченском районе Приморского края.
Административный центр — село Сальское.

## История
Статус и границы сельского поселения установлены Законом Приморского края от 7 декабря 2004 года № 190-КЗ «О Дальнереченском муниципальном районе»

## Население
| 2010  | 2011  | 2012  | 2013  | 2014  | 2015  | 2016  |
| ----- | ----- | ----- | ----- | ----- | ----- | ----- |
| 1445  | ↘1434 | ↘1415 | ↘1407 | ↘1380 | ↘1364 | ↘1332 |
| 2017  | 2018  | 2019  | 2020  | 2021  |       |       |
| ↘1326 | ↘1306 | ↘1287 | ↘1270 | ↘1134 |       |       |

## Состав сельского поселения
В состав сельского поселения входят 6 населённых пунктов:
| № | Населённый пункт | Тип населённого пункта       | Население |
| - | ---------------- | ---------------------------- | --------- |
| 1 | Звенигородка     | село                         | ↘24       |
| 2 | Речное           | село                         | ↘220      |
| 3 | Сальское         | село, административный центр | ↘1145     |
| 4 | Сухановка        | село                         | ↘28       |
| 5 | Чалданка         | железнодорожная станция      | →1        |
| 6 | Эбергард         | железнодорожная станция      | ↘27       |

## Местное самоуправление
Администрация
Адрес: 692119, с. Сальское, ул. Советская, 24. Телефон: 8 (42356) 56-1-17
Глава администрации
- Губарь Виктор Сергеевич